# Heilige Andreas en Antonius van Paduatoren
De Heilige Andreas en Antonius van Paduatoren of Neogotische toren is een kerktoren van de oude kerk in Oostelbeers in de gemeente Oirschot in de Nederlandse provincie Noord-Brabant. Achter de toren ligt aan de oostzijde een kerkhof en aan de overzijde van de Kerkstraat staat de nieuwe Heilige Andreas en Antonius van Paduakerk.
De toren is gewijd aan Andreas en Antonius van Padua en is een rijksmonument.

## Geschiedenis
In 1207 wordt de kerk van Oostelbeers voor het eerst genoemd, deze kerk staat op de plaats waar nu nog de Oude Toren staat.
Vanaf 1648 werd de kerk verwaarloosd met de protestantse overheersing ten gevolge van de Vrede van Münster. Omdat de kerk was ingepikt betrokken de Katholieken in 1672 een schuurkerk die gelegen was op de hoek van de Kerkstraat en Driehoek.
In 1798 was de kerk in zodanig slechte staat en ver van de dorpskern gelegen, dat de inwoners van Oostelbeers de kerk niet meer wilden gebruiken. De Protestanten waren met te weinigen om de kerk te onderhouden en, toen de Katholieken tegen het einde van de 18e eeuw hun kerk weer terugkregen, bleven ze hun schuurkerk gebruiken.
In 1852-1853 werd er in Oostelbeers tegenover de pastorie een nieuwe neogotische kerk gebouwd naar het ontwerp van P. Boots, een zogenaamde Waterstaatskerk. Tot 1853 werd de schuurkerk gebruikt. In de nieuwe kerk werd op 17 juli 1853 de eerste H. Mis opgedragen. Deze kerk had 100 zitplaatsen, was gewijd aan de H.H. Andreas en Antonius van Padua, maar had geen toren.
In 1893 bouwde men een toren tegen de kerk naar een ontwerp van Caspar Franssen.
Toen deze kerk te klein werd, werd er in 1934 een nieuwe kerk gebouwd. Deze verrees zonder toren aan het plein tegenover de neogotische kerk.
Tijdens de Tweede Wereldoorlog raakte de neogotische kerk zwaar beschadigd en moest toen worden gesloopt. Daarbij bleef de toren bewaard.

## Opbouw
De neogotische slanke kerktoren is geïnspireerd op de Kempische gotiek en is opgetrokken in handvorm bakstenen. De toren heeft vier geledingen met een van vierkant naar octagonaal ingesnoerde spits. De spits is gedekt met leien in Maasdekking met aan vier zijden een houten dakkapel met opgeklampte luiken onder een zadeldak. De spits wordt bekroond met een bol met een smeedijzeren kruis en windhaan. De toren heeft in de eerste drie geledingen haaks geplaatste steunberen die in de vierde geleding overgaan in overhoeks geplaatste steunberen overgaan, alle voorzien van hardstenen afdekplaten. Rond de toren bevindt zich een bakstenen plint met een hardstenen druiplijst, behalve aan de oostzijde.
In de gevel aan de straatzijde (westen) heeft de toren een spitsboognis over de twee onderste geledingen met op de begane grond een opgeklampte getoogde vleugeldeur met gehengen onder een getoogde segmentboog. Deze deur heeft ervoor twee hardstenen treden. Boven de deur bevindt zich een spitsboognis met een hardstenen dorpel en blindtracering. Verder is er in de tweede geleding een spitsboogvenster voorzien van maaswerk met glas-in-lood-vulling, die geflankeerd wordt door twee blinde rondvensters.
In de noordgevel bevindt er zich op de begane grond een eenzelfde deurpartij als de straatzijde met in het spitsboogveld oorspronkelijk een glas-in-lood-vulling. In diezelfde gevel bevinden zich in de tweede geleding drie blinde lancetvensters met tracering.
In de zuidgevel bevindt zich over drie geledingen een uitgemetselde vijfhoekige traptoren voorzien van eenvoudige lichten met glas-in-lood-vulling. Op de tweede geleding bevindt zich links van de traptoren een blinde spitsboognis.
In de oostgevel is de aansluiting op de kerk nog duidelijk zichtbaar, met een blinde spitsboognis en twee dichtgemetselde getoogde deuropeningen. Vanaf de tweede geleding heeft de oostgevel twee uitgemetselde steunberen die thans op houten korbelen zijn geplaatst.
In de derde geleding heeft de toren aan iedere zijde twee blinde spitsboognissen met tracering en hardstenen dorpels, behalve aan de oostzijde waar dat er drie zijn. In de vierde geleding heeft iedere zijde twee spitsboogvormige galmgaten die gevuld zijn met geprofileerde galmborden in het onderste deel en met blindtracering bovenin. Daarboven bevindt zich een hardstenen cordonlijst met in het midden een uurwerk onder ojiefboog bekroond met een hogel. Daarboven bevindt zich vlak onder de dakrand een tandlijst.